# 기오르기 라사비제
기오르기 라사비제 (Giorgi Latsabidze, 조지아어: გიორგი ლაცაბიძე, 1978년 4월 15일~)는 조지아의 피아니스트이자 작곡가이다. 라사비제는 쇼팽 에튜드 24곡, 리스트 피아노 초절기교연습곡 12곡과 드뷔시 프렐류드 제 2권에 12곡을 연주 그리고 실황을 레코딩을 한 가장 젊은 피아니스트들 중 한 명이다.

## 생애
3살 때 피아노를 시작했으며 5살 때 이미 5개의 곡을 작곡했다. 10살 때 전국학생피아노 콩쿠르에서 1위를 차지하였으며 1990년에 슈만 피아노 협주곡 A minor, Op.16을, 그리고 베토벤 피아노 협주곡 C Major, Op.15를 조지안심포니오케스트라와 연주할 수 있는 영광을 얻었다. 라사비제는 2003년 트빌리시 음악학교를 졸업하였으며 루수단 호자바와 하노버 대학교(Hannover Hochschule)의 게르리트 치터바르트(Gerrit Zitterbart), 모차르티움(Mozartium)의 클라우스 카우프만(Klaus Kaufmann), 라자르 베르만(Lazar Berman), 그리고 서던캘리포니아 대학교(USC)의 스튜워트 고든(Stewart Gordon)에게 사사하였다.
라사비제는 많은 콘서트와 마스터클래스를 유럽, 남아메리카, 아시아에서 활발히 하고 있으며 현재는 미국에서 활동 중이다. 그의 주목할 만할 연주에는 이탈리아 칼리아리에서 연주한 모차르트 피아노 협주곡 K.488, 지휘자 Jansug Kakhidze와 연주한 라흐마니노프 3번 협주곡, Op.30 등이 있다. 또한 조지아의 음악평론가 굴바트 토라제는 그의 쇼팽의 24에튀드 연주에 대해 “……뛰어난 예술적인 솜씨로 곡을 잘 소화해냈다. ……우아하고 섬세한 표현으로 곡을 잘 표현했으며 비애를 표현하는 걸 놓치지 않았다. 귀족적인 영혼의 음악을 들려줬다.”라고 표현했다. 라사비제는 베토벤 피아노 협주곡 5번을 잘츠부르크에서도 연주한 적이 있다. 오스트리아의 음악평론가 하랄트 헬러는 그의 연주를 최고라고 찬사했고, 또한 “라사비제는 그의 훌륭한 테크닉만이 아니고 음악적 감각도 뛰어나다. 절대 서둘지 않으며 작곡가가 무엇을 표현하고자 하는지 잘 안다”라고 말했다. 2008년 6월에는 리스트의 12개의 초절기교연습곡을 하와이와 프랑스에서 연주했다. 같은 해 11월 라사비제는 로스엔젤레스에서 또 한 번 연주했으며 그의 라이브연주는 현재 CD와 DVD로 시중에 나와있다. 라사비제의 연주곡들을 살펴보면 모차르트, 베토벤, 슈만, 리스트, 쇼팽, 브람스, 드뷔시, 차이콥스키, 스트라빈스키, 쇤베르크 등이 있다. 국제 콩쿠르에서 뛰어난 성적을 거두었는데 1998년 Ennio Porrino과 1999년 N. Rubinstein, 2005년 Yehudi Menuhin, 2006년 로스엔젤레스에서 열린 작곡 콩쿠르에서도 뛰어난 성적을 거뒀다. 또한 그의 모국 조지아 대통령으로부터 장학금을 받기도 했으며 MTNA, 서던캘리포니아 대학 등에서도 상을 받았다.

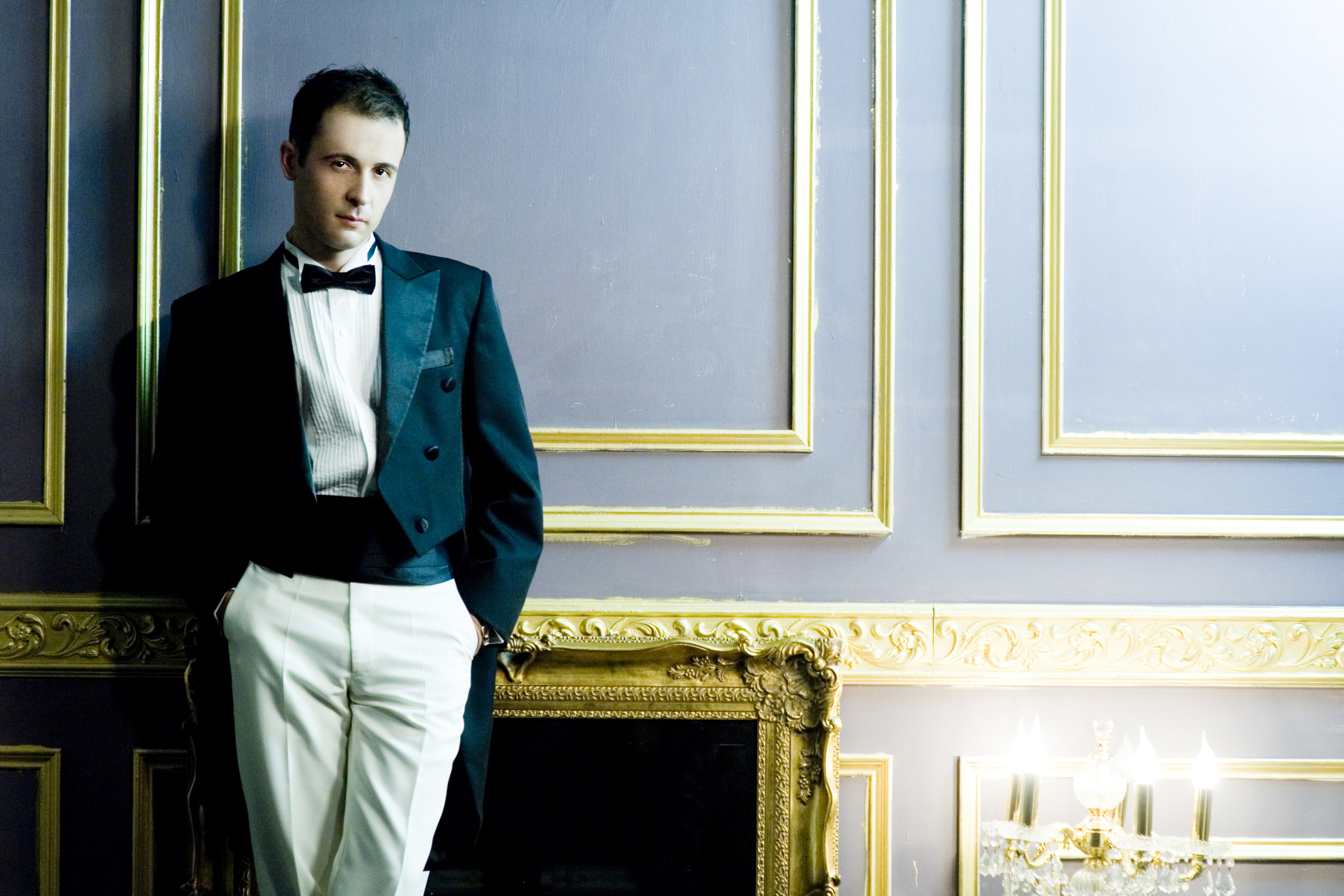
기오르기 라사비제

WUK 컬투어하우스(WUK Kulturhaus)에서 그가 연주한 베토벤 피아노 협주곡 "황제"에 대해서 오스트리안 프레스(Austrian Press)는 다음과 같이 그의 연주를 극찬하였다. "...천부적인 심오함과 허를 자극하는 서정성을 가진 기교적으로도 화려한 피아니스트..." 그리고 잉글랜드 라인골드 클래시컬 매거진(England Rhinegold Classical Magazine)은 그의 드뷔시 레코딩을 일컬어 "...매우 특별한 상상력과 흔치 않은 아름다운 음악적인 톤....."이라고 묘사하였다. 또한 폭스블라트 프레스(Volksblatt Press)는 "로맨틱 작품에서는 그를 훌륭한 피아니스트이자 결점없는 테크닉을 가진 마술사라 칭하여도 손색이 없다"라고 했다.

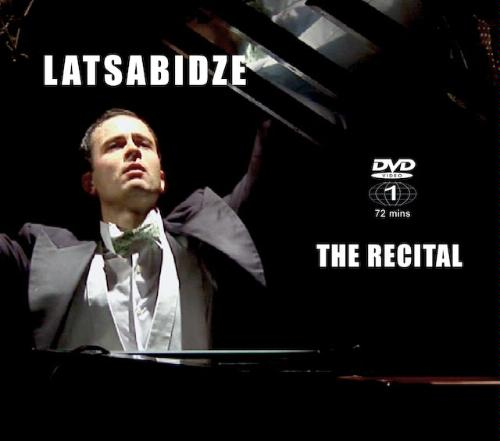
Latsabidze: The Recital, Onward Entertainment, 2009년

라사비제는 미국을 비롯하여 중동부 유럽, 아시아, 남미등지에서 매스터 클래스와 연주를 하고 있으며 음악적인 그의 커리어로 콘서트 피아니스트는 물론 반주 그리고 교수로서 국데 콩쿨의 심사위원으로도 활동을 활발히 하고 있다. 그는 2007에서 2010년까지 미국 MTNA 로스엔젤레스 USC지부 회장으로 역임한바 있다. 라사비제는 서던캘리포니아 대학교(University of Southern California), 아주사 태평양 대학교(Azusa Pacific University)에서 후학을 양성하고 있으며 현재 글렌달 협회 대학(Glendale Community College)에서 피아노과 교수로 역임중이다.

## 라사비제의 CD와 DVD
- 다큐멘터리 Auf den Spuren von Wolfgang Amadeus Mozart: 오스트리아 잘츠부르크의 라사비제에 관한 DVD 다큐멘터리. K-TV Austria 제작, 2005년
- 영화음악 Twilight’s Grace, Onward Entertainment, 2006 - Indeipix Films에서 구입 가능
- 라사비제의 리사이틀 다큐멘터리 Latsabidze: The Recital DVD/CD on Amazono.com, 서던캘리포니아 대학 뉴먼 리사이틀 홀(Newman Recital Hall)에서의 공연, 2008년
- 2010: Claude Debussy: 12 Préludes. (Book II) - CD & DVD; Los Angeles, LLC
- 2010: The IG-Duo performs works by Szymanowski, Brahms, Bizet-Waxman, Latsabidze. - DVD; Wigmore Hall, London. Red Piranha Films LLC.
- 2011: CD/DVD: Frédéric Chopin: Preludes (Chopin)|24 Preludes, Op.28; Robert Schumann: Kreisleriana, Op.16. Goyette Records Co.

## 참고 문헌
- 이 문서에는 다음커뮤니케이션(현 카카오)에서 GFDL 또는 CC-SA 라이선스로 배포한 글로벌 세계대백과사전의 내용을 기초로 작성된 글이 포함되어 있습니다.